# Gmina Rägavere
Gmina Rägavere (est. Rägavere vald) – gmina wiejska w Estonii, w prowincji Virumaa Zachodnia.
W skład gminy wchodzi 14 wsi: Aasuvälja, Kantküla, Kõrma, Lavi, Miila, Mõedaka, Männikvälja, Nurkse, Nõmmise, Põlula, Sae, Uljaste, Ulvi i Viru-Kabala.